# San Marino
Republikken San Marino (på italiensk: Repubblica di San Marino ) er verdens femtemindste land. Det er helt omsluttet af Italien og ligger mellem regionerne Emilia-Romagna og Marche, tæt ved den adriatiske kyst og Rimini. Oven på fjeldklippen Monte Titano ligger fæstningsværket La Guaita. San Marino er en af de ældste republikker i verden. Den første forfatning er fra 1263.
Republikken ligger vest for Rimini og nyder godt af tre millioner turister pr. år, som med euro som valuta køber momsfrit ind i de mange butikker. De sparer moms på 20%, der findes i Italien. Landets økonomi er derfor stærkt afhængig af turisme, foruden finanssektoren og produktion. San Marino er kendt for dets Formel 1 løb, Grand Prix di San Marino, der mellem 1981 og 2006 blev afviklet første søndag i maj på Autodromo Enzo e Dino Ferrari. Her døde den legendariske brasilianske tredobbelte verdensmester Ayrton Senna i 1994.
San Marinos areal er 61 km². Der bor godt 30.000 indbyggere i landet, hvoraf en del opfatter sig som italienere og ikke sanmarinesere. Landet er erklæret neutralt med observatørstatus i De alliancefrie landes bevægelse. Siden 1892 har San Marino haft en venskabsaftale med Italien. Landet er medlem af OSCE (Organization for Security and Co-operation in Europe), Europarådet og FN.
Landet styres af et Storråd, der er landets lovgivende forsamling. Det består af 60 medlemmer, som vælges for fem år ved direkte valg. Storrådet vælger en regering på 10 medlemmer. Den er landets øverste myndighed. Hvervet som statsoverhoved og regeringsleder varetages af to "kaptajner", der sidder et halvt år ad gangen fra hhv. 1. april og 1. oktober. Denne styreform minder lidt om konsulstyret i det gamle Rom. Det er lige før, at alle kan nå at blive statsoverhoved eller medlem af parlamentet en gang i livet. Alle væsentlige beslutninger skal træffes i enighed af de to kaptajner. Man kan først genvælges til kaptajn efter tre år. Når en valgperiode er overstået, kan enhver borger i tre dage få foretræde for en særlig ret og indbringe klager over den afgående kaptajns embedsførelse.

## Historie
Monte Titano, som San Marino ligger på, har været beboet siden forhistorisk tid. Legenden fortæller, at San Marino blev grundlagt den 3. september år 301 af en kristen stenhugger Marinus, som oprindelig kom fra øen Rab i Dalmatien i nuværende Kroatien. Sammen med sin ven Leo flygtede han til Rimini fra kejser Diocletians kristenforfølgelser. Marinus fik problemer med en amorøs kvinde, som hævdede at være hans hustru og afslørede ham som kristen, så han måtte flygte til Titano bjerget. Ved ankomsten blev hans æsel ædt af en bjørn, men det lykkedes Marinus at overbevise bjørnen om, at den måtte overtage æslets arbejde. En anden historie beretter, at Marinus fik foræret Titano-bjerget af dets ejer, da han helbredte hendes søn. Her grundlagde Marinus et lille kristent samfund og byggede et kloster. Vennen Leo etablerede sin egen menighed i nærheden. Både Marinus og Leo blev helgenkåret efter deres død.
Samfundet blev ledet af familieoverhovederne, der udgjorde et et råd, Arengo. Fra 1243 udpegede rådet en "kaptajn". I 1463 indgik San Marino en alliance med herren i Rimini, Sigismondo Pandolfo Malatesta. Alliancen holdt ikke, og striden afsluttedes med, at pave Pius 2. forærede San Marino byerne Fiorentino, Montegiardino og Serravalle. Samme år sluttede byen Faetano sig til. I 1631 blev nationen anerkendt af pavestaten, hvilket selvfølgelig er vigtigt, da næsten hele befolkningen er romersk-katolsk. San Marino har kun to gange i sin lange historie været besat af fremmede styrker: I 1502 af Cesare Borgia og i 1739 af kardinal Alberoni. I 1866 blev republikken San Marino formelt etableret.
I 1797 blev San Marino omringet af Napoleons soldater under ledelse af general Berthier. Han krævede udlevering af en biskop, som var en af Napoleons fjender, og truede med at indtage byen. San Marino trak klogelig tiden ud og meldte, at man ville imødekomme kravet, men "desværre" stak biskoppen af i mellemtiden. Den regerende kaptajn forsikrede Napoleon om byens venskab, hvilket ikke alene resulterede i, at man undgik straf, men man fik oven i købet tilbudt gaver i form af korn og kanoner samt territoriale udvidelser. San Marino afslog det fristende tilbud, hvilket sikkert sparede den for repressalier efter Napoleons nederlag. 
Da Benito Mussolini kom til magten i Italien, overtog San Marinos fascister også kontrollen og bevarede den, til Mussolini blev afsat. Inden blev San Marino tvunget ind i anden verdenskrig på aksemagternes side. Englænderne gennemførte et enkelt bombeangreb, som kostede 60 mennesker livet. Under krigen søgte ca. 100.000 tilflugt i den lille republik, som ellers husede 15.000.

## Geografi
San Marino er en enklave i Italien og grænser op til regionerne Emilia-Romagna og Marche. Bjergkæden Appenninerne er dominerende ved San Marino, og giver et meget ujævnt terræn. Det højeste punkt i landet, tinden af Monte Titano, ligger 749 m (2457 ft) over havets overflade. San Marino er det tredjemindste land i Europa, kun Vatikanstaten og Monaco er mindre.

## Klima
Klimaet i San Marino er tempereret, med varme somre og både milde og kolde vintre. San Marinos nationale center for meteorologi og klimalogi i distribuerer lokale vejrforhold.[9]

## Kommuner
San Marino er inddelt i ni kommuner (castelli):
| - Acquaviva - Borgo Maggiore - Chiesanuova - Domagnano - Faetano - Fiorentino - Montegiardino - San Marino - Serravalle |